# Walk Like A Man (ER)
Walk Like A Man is de vierde aflevering van het negende seizoen van de televisieserie ER, die voor het eerst werd uitgezonden op 17 oktober 2002.

## Verhaal
Dr. Pratt en Gallant krijgen een discussie over de handelwijze van Gallant, dr. Pratt vindt dat hij harder moet worden. Eerst krijgen zij een discussie over de behandeling van een gewonde soldaat, Gallant wil hem niet laten behandelen door een psychiater om hem zo te beschermen maar dr. Pratt belt toch een psychiater. Als tweede behandelt Gallant nog steeds de hypochonder patiënte en botst met dr. Kayson over de behandelwijze, als de patiënte komt te overlijden verwijt dr. Pratt hem dat hij niet doorgezet heeft voor een behandeling bij dr. Kayson. Dit resulteert uiteindelijk dat Gallant in een vlaag van woede dr. Pratt neerslaat. 
Dr. Weaver geeft op televisie een livedemonstratie over het geven van een griepprik, zij maakt alleen een fout door dezelfde spuit te gebruiken bij twee patiënten. Later wordt zij betrapt met het zelf inspuiten van hormonen, zij biecht op dat zij dit doet omdat zij zwanger wil worden.
Dr. Carter gaat ervan uit dat dr. Lewis op de hoogte is van het drankprobleem van Lockhart, dit was dus niet het geval. Lockhart is niet blij dat haar vriend dr. Carter dit gezegd heeft en laat dit ook aan hem merken.
Lockhart wordt door dr. Weaver gebombardeerd tot hoofd van de verpleging.
Dr. Kovac flirt met een moeder van een patiënte en worden later samen betrapt in een kast.

## Rolverdeling

### Hoofdrollen
- Noah Wyle - Dr. John Carter
- Laura Innes - Dr. Kerry Weaver
- Mekhi Phifer - Dr. Gregory Pratt
- Alex Kingston - Dr. Elizabeth Corday
- Goran Višnjić - Dr. Luka Kovac
- Sherry Stringfield - Dr. Susan Lewis
- Ming-Na - Dr. Jing-Mei Chen
- Sam Anderson - Dr. Jack Kayson
- Maura Tierney - verpleegster Abby Lockhart
- Laura Cerón - verpleegster Chuny Marquez
- Deezer D - verpleger Malik McGrath
- Michelle Bonilla - ambulancemedewerker Christine Harms
- Sharif Atkins - Michael Gallant
- Abraham Benrubi - Jerry Markovic
- Kristin Minter - Randi Fronczak

### Gastrollen (selectie)
- David Barrera - Felix Hernandez
- Willis Burks II - Thomas
- Alexandra Kyle - Marlene
- Katherine LaNasa - Janet Wilco
- Diane Delano - Stella Willis
- Susan Yeagley - verslaggeefster
- Doug Budin - tv-producent
- Neala Cohen - Mona